# Ourapteryx citrinata
Ourapteryx citrinata är en fjärilsart som beskrevs av Louis Beethoven Prout 1915. Ourapteryx citrinata ingår i släktet Ourapteryx och familjen mätare. Inga underarter finns listade i Catalogue of Life.